# دوري هونغ كونغ لكرة القدم 1989–90
دوري هونغ كونغ لكرة القدم 1989–90 هو الموسم 45 من دوري هونغ كونغ لكرة القدم ‏. كان عدد الأندية المشاركة فيه 9، وفاز فيه نادي جنوب الصين.